# Ulrich Rembold
Ulrich Rembold (* 1. Mai 1929 in Danzig; †  1. September 2002 in Karlsbad bei Karlsruhe) war ein deutscher Ingenieur- und Informationswissenschaftler.

## Leben
Ulrich Rembold ist der Sohn von Viktor Rembold, einem Pionier des Wasserstoffverbrennungsmotors und Professors an der Technischen Hochschule Danzig.
Rembold war nach dem Zweiten Weltkrieg lange Jahre in den USA als Pionier der Computer-Integrierten-Fertigung (CIM) tätig. 1975 wurde er an die Universität Karlsruhe (TH) berufen und baute dort bis zu seiner Emeritierung im Jahr 1997 das Institut für Prozessrechentechnik und Robotik (IPR) auf.
Der Schwerpunkt seiner Forschungsarbeiten war die vollautomatische Fabrik bestehend aus Maschinen, Verkettung, Handhabung, Montage durch programmgesteuerte Geräte, Maschinen und Roboter. Ab etwa 1990 war er treibende Kraft der computer- und robotergestützten Chirurgie in Deutschland. Ulrich Rembold hatte 1984 den ersten Sonderforschungsbereich für Intelligente Montageroboter (SFB 314 „Künstliche Intelligenz“) und 1995 den ersten SFB 441 für die „Robotergestützte Chirurgie“ begonnen. Er war Sprecher beider SFBs. Rüdiger Dillmann war viele Jahre Extraordinarius an seinem Institut.
Ulrich Rembold war auch einer der Gründungsdirektoren des FZI Forschungszentrums Informatik in Karlsruhe. Dort war Paul Levi mehrere Jahre sein Abteilungsleiter.
Mehrfach erhielt Ulrich Rembold den Preis für das beste Lehrbuch im Addison-Wesley-Verlag. Mit dem Buch Einführung in die Informatik für Ingenieure I und II schrieb Ulrich Rembold über lange Jahre hinweg das meistverkaufte Buch der Informatik, obwohl er selbst Maschinenbau studiert hatte.
Als Nachfolger war 1992 Gerhard Hirzinger berufen worden, der jedoch nach Verhandlungen mit dem DLR ablehnte und Honorarprofessor (Fakultät für Informatik) an der TU München wurde. So wurde 1997 Heinz Wörn der Nachfolger von Ulrich Rembold.
Rembold hatte ein sehr großes internationales Netzwerk in die USA, nach Frankreich, nach England, Japan und die frühere Sowjetunion.
An Rembolds Institut, das ein eigenes Gebäude auf dem Campus der Universität Karlsruhe war, arbeiteten ständig Gastwissenschaftler aus dem Ausland. Das Arbeitsklima war von großer Kreativität und Freiheit geprägt, was dazu führte, dass viele ehemalige Schüler die Wissenschaftslaufbahn einschlugen und heute selbst als Hochschullehrer tätig sind:
- Rüdiger Dillmann, Karlsruhe ⇒ Karsten Berns, Kaiserslautern
- Paul Levi, Stuttgart und Karlsruhe
- Tim Christian Lüth, München ⇒ Andreas Hein, Oldenburg, Stefan Weber, Bern
- Sergej Fatikow, Oldenburg
- Dominik Henrich, Bayreuth
- Jianwei Zhang, Hamburg-Harburg